# Котлетная масса

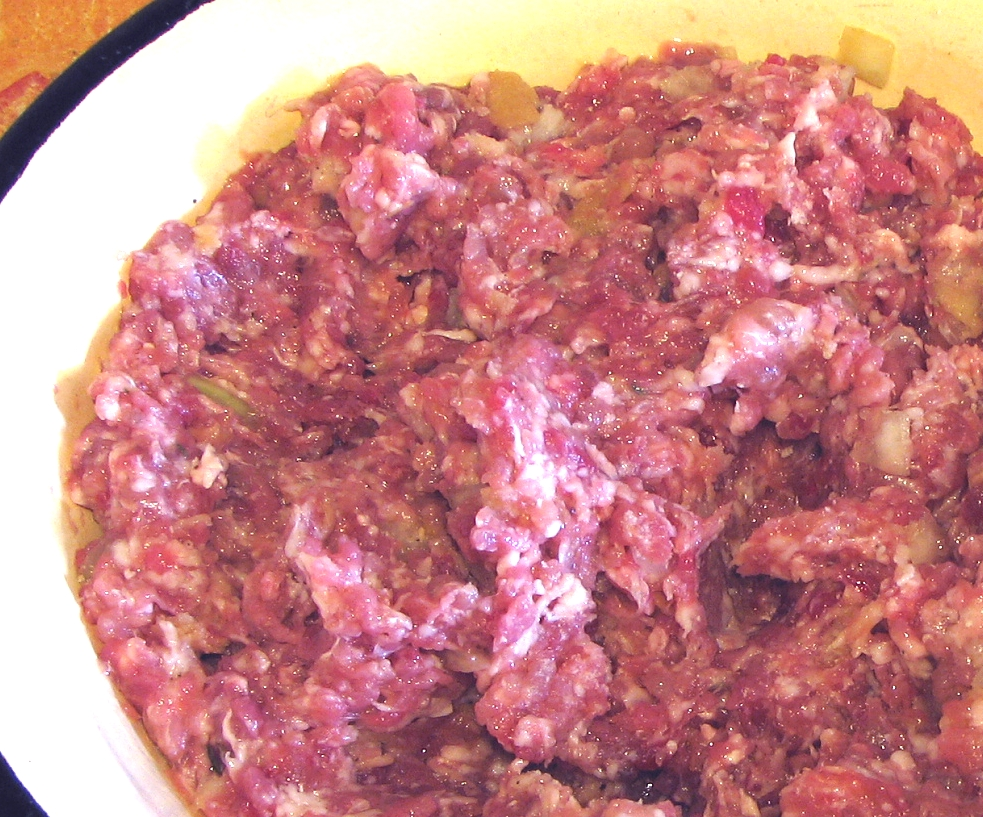
Котлетная масса

Котлетная масса — кулинарный термин русской ресторанной кухни для обозначения основы для приготовления различных блюд из рубленого мяса или рыбы.
Сырьём для приготовления мясной котлетной массы является так называемое «котлетное мясо», третьесортное мясо, пригодное для приготовления пищи только после измельчения в мясорубке. Котлетное мясо содержит повышенное количество соединительной и жировой ткани и при жарке, варке и тушении не размягчается. Измельчённое котлетное мясо смешивают с репчатым луком и размоченным в воде чёрствым пшеничным хлебом без корки и приправляют солью и перцем. Из тщательно перемешанной котлетной массы формируют котлеты, биточки, рубленые шницели и зразы, тефтели, рулеты. Котлеты в русской кухне имеют овально-приплюснутую форму с одним заострённым концом, биточки — приплюснуто-округлую, шницели — овально-приплюснутую, зразы — форму кирпичика с овальными краями, тефтели — форму шарика, рулеты — форму батона. Измельчённая мясная масса без добавления хлеба называется «рубленая масса», «рубленая натуральная масса» или «натуральная рубка», из неё готовят люля-кебаб, фрикадельки, натуральные рубленые котлеты и шницели.
Рыбную котлетную массу готовят из измельчённого в мясорубке филе нежирной рыбы с размоченным в молоке чёрствым хлебом, иногда с сырым яйцом для более надёжного сохранения формы кулинарного изделия и заправляют солью и перцем. Из рыбной котлетной массы готовят рыбные котлеты и тефтели.